# Lünen Hauptbahnhof
Der Lüner Hauptbahnhof befindet sich nördlich (unweit) der Lüner Innenstadt und der Lippe im Ortsteil Lünen-Nord in Nordrhein-Westfalen. Im Betriebsstellenverzeichnis (Ril 100) hat er das Kürzel ELUE.

## Bedeutung
Der Lüner Hauptbahnhof ist der bedeutendste Verkehrsknotenpunkt der Stadt sowie des nördlichen Kreisgebietes und gehört zu den Stationen der vierthöchsten Preisklasse. Es verkehren hier ausschließlich Regionalbahnen.

## Bahnhofsanlage
Beim Lüner Hauptbahnhof handelt es sich um einen Keilbahnhof. Insgesamt gibt es vier Gleise. Ein fünftes Gleis diente als Anschluss zur ehemaligen Zeche Victoria und ist inzwischen stillgelegt.
Mittig zwischen den Gleisen, welche sich auf unterschiedlichen Höhen befinden, liegt das Empfangsgebäude mit der Bahnhofshalle. Westlich davon befindet sich auf der unteren Ebene die Bahnstrecke Dortmund–Gronau mit den Gleisen 1 und 2 und östlich auf der oberen Ebene die Bahnstrecke Dortmund–Münster mit den Gleisen 3 und 4. Dort befand sich auch das stillgelegte Gleis 5. Die Verbindungsebene im unteren Bereich führt zum nahe gelegenen Zentralen Omnibusbahnhof (ZOB). Ein direkter Zugang zu den Bahnsteigen ist von der unteren Ebene durch einen Tunnel möglich. Dieser Fußgängertunnel am westlichen Ende der Gleise bietet außerdem einen indirekten Durchgang zur Innenstadt.
Kritisiert wird, dass es nur einen Fahrkartenautomaten am Aufgang zu den Gleisen 1 und 2 gibt, so dass Reisende, welche vom Haupteingang die oberen Gleise 3 oder 4 nutzen wollen, gezwungen sind, zunächst ohne Wegweiser durch das Treppenhaus hundert Meter unterhalb die Fahrkarte zu kaufen. Dann führt der Weg wieder zweihundert Meter nach oben.
Der Bahnsteig der Gleise 1 und 2 ist sowohl über eine Treppe als auch über einen Aufzug erreichbar. Dieser wurde 2019 modernisiert. Der Bahnsteig der Gleise 3 und 4 kann bisher nur über Treppen erreicht werden.

## Gleisbelegung
- Gleis 1: RB51 (Dortmund – Lünen – Coesfeld – Gronau – Enschede und (Dortmund –) Lünen – Dortmund)
- Gleis 2: RB51 (Enschede – Gronau – Coesfeld – Lünen – Dortmund)
- Gleis 3: RB50 (Münster – Lünen – Preußen – Dortmund) und durchfahrende Fernzüge (Münster – Dortmund)
- Gleis 4: RB50 (Dortmund – Preußen – Lünen – Münster) und durchfahrende Fernzüge (Dortmund – Münster)
- Gleis 5: stillgelegt (ehemals Anschluss zur Zeche Victoria)

## Geschichte
Der Lüner Hauptbahnhof wurde 1917 eröffnet. Er war nicht die erste Station in Lünen, denn bereits Ende des 19. Jahrhunderts wurde der Bahnhof Lünen – der heutige stillgelegte Bahnhof Lünen Nord, ca. 500 m nordwestlich gelegen – durch die Dortmund-Gronau-Enscheder Eisenbahn-Gesellschaft bedient.
Das Empfangsgebäude des Lüner Hauptbahnhofs wurde in den 1990er-Jahren als Projekt der Internationalen Bauausstellung Emscherpark umfassend saniert, mit einem Westausgang zur Innenstadt ausgestattet und dem Zentralen Omnibusbahnhof (ZOB) verknüpft.

## Personenverkehr
In Lünen Hauptbahnhof halten zwei Regionalbahn-Linien.
| Linie | Linienverlauf | Takt                                              | Betreiber |
| ----- | --- | ------------------------------------------------- | --------- |
| RB 50 | Der Lüner: Dortmund Hbf – Dortmund-Kirchderne – Dortmund-Derne – Lünen-Preußen – Lünen Hbf – Werne a.d. Lippe – Capelle (Westf) – Ascheberg (Westf) – Davensberg – Münster-Amelsbüren – Münster (Westf) Hbf Stand: Fahrplanwechsel Dezember 2023 | 60 min                                            | eurobahn  |
| RB 51 | Westmünsterland-Bahn: Dortmund Hbf – Dortmund-Kirchderne – Dortmund-Derne – Lünen-Preußen – Lünen Hbf – Bork (Westf) – Selm-Beifang – Selm – Lüdinghausen – Dülmen – Lette (Kr Coesfeld) – Coesfeld (Westf) – Rosendahl-Holtwick – Legden – Ahaus – Epe (Westf) – Gronau (Westf) – Glanerbrug – Enschede De Eschmarke – Enschede Stand: Fahrplanwechsel Dezember 2023 | 60 min 20/40 min (Dortmund–Lünen, nicht sonntags) | DB Regio  |